# Stephen Frail
Stephen Charles Frail (ur. 10 sierpnia 1969 w Glasgow) – szkocki piłkarz grający na pozycji obrońcy lub pomocnika.

## Kariera piłkarska
Piłkarz profesjonalną karierę rozpoczął w roku 1985, w klubie Dundee F.C. Grał tam przez dziewięć lat, wystąpił w 99 meczach i strzelił 1 gola. Następnie przeniósł się do Heart of Midlothian, grał tam do 1998, zagrał w 54 spotkaniach i strzelił 4 bramki. Potem, przez dwa lata, był zawodnikiem Tranmere Rovers F.C. Zagrał w tym klubie 14 razy. Potem grał dla St. Johnstone F.C. (15 występów) i w Greenock Morton F.C. (24 występy). Karierę piłkarską zakończył w 2002.

## Kariera trenerska
W 2007 został trenerem Hearts, po tym jak Anatolij Koroboczka został dyrektorem sportowym szkockiego klubu.